# Atanagildo
Atanagildo (Atanagildo, anche in spagnolo e in portoghese, Atanagild, in catalano) (517 circa – Toledo, 567) è stato re dei Visigoti dal 554 fino alla sua morte.

## Origine
Di nobile famiglia visigota della città di Siviglia, nella Betica, di cui non si conoscono gli ascendenti.

Il Diccionario biográfico español, Real Academia de la Historia, sostiene che Atanagildo discendeva dalla casa dei Balti. Secondo lo storico Rafael Altamira y Crevea i suoi successori Liuva I e Leovigildo erano suoi fratelli.

L'Europa nel 565, durante il regno di Atanagildo; il regno dei Visigoti occupava gran parte della penisola iberica e la Gotia, nella Gallia sud-occidentale

## Biografia
Nel 551, approfittando della situazione di difficoltà in cui si trovava il re dei Visigoti, Agila I, che era stato sconfitto dagli ispano-romani di Cordova, in una battaglia in cui aveva perso il grosso dell'esercito, incluso un figlio ed il tesoro reale, Atanagildo, nobile visigoto di Siviglia, capitale della Betica, si ribellò, come confermano sia il vescovo Isidoro di Siviglia che lo storico, Giordane. Comunque, anche se non è provata, sembra che tra Siviglia e Cordova vi fosse un'intesa; ma, nel primo anno di guerra, la situazione non fu molto favorevole ai ribelli.

Atanagildo si ritirò a Malaga, ultima sua roccaforte, dove fu nuovamente sconfitto e fu costretto a rifugiarsi a Cordova. Atanagildo sembrava definitivamente sconfitto in quanto Agila I si era riorganizzato ed aveva ripreso il controllo del regno.
Però nel 553 la guerra civile riprese e, nel 554, l'usurpatore Atanagildo, autoproclamatosi re, contro Agila I, che continuava a perseguitare i cattolici chiese l'appoggio del maggior sovrano ortodosso, Giustiniano I, imperatore bizantino, che inviò un esercito (probabilmente dall'Italia), sotto il comando del generale Liberio, ed una flotta; l'arrivo di Liberio viene confermato anche da Giordane.

Comunque l'esercitò bizantino, attraversata la Gallia, puntò su Siviglia, che occupò, dopo che la flotta aveva sbarcato truppe bizantine nel sud ovest della penisola iberica e in poco tempo sconfissero Agila I e occuparono le città di Cartagena, Malaga e Cordova.

L'esercito bizantino, e lo stesso Atanagildo, che secondo Isidoro di Siviglia, era segretamente cattolico, furono aiutati dalla popolazione locale e ci fu accordo tra i Bizantini e Atanagildo che gli cedette una parte del territorio, le attuali Andalusia e Murcia.
Agila fu nuovamente sconfitto a Siviglia dalle forze alleate e costretto nella sola Lusitania, nella città di Merida, come conferma anche Fontaine Jacques nel suo scritto Isidoro de Sevilla: El hermano menor de un gran hermano mayor, mentre il re usurpatore, Atanagildo ma soprattutto i Bizantini, con il favore della popolazione ispano-romana, andavano ingrandendo i loro territori; Liberio oltrepassò i confini concordati con Atanagildo.
     Territorio bizantino conquistato da Atanagildo (565)
     Territorio bizantino conquistato da Leovigildo (568-586)
     Territorio bizantino alla morte di Leovigildo (586)

La massima espansione bizantina della Provincia di Spagna.
Territorio bizantino conquistato da Atanagildo (565)
Territorio bizantino conquistato da Leovigildo (568-586)
Territorio bizantino alla morte di Leovigildo (586)
Con il pallino rosso sono indicate le città che si suppone siano state sotto dominazione bizantina, con il quadrato rosso quelle città in cui è attestata la presenza bizantina.

I Visigoti si accorsero a quel punto del grave pericolo che li sovrastava e posero fine ai disaccordi interni e quasi tutta la nobiltà visigota elesse re l'usurpatore Atanagildo, per eliminare un contendente e fare fronte comune contro il nuovo pericolo, costituito dai Bizantini.

Agila fu infatti assassinato a Merida, nel 555, da visigoti della sua stessa fazione, che appoggiarono Atanagildo, come confermano Isidoro di Siviglia, il vescovo, Gregorio di Tours e il Chronicon Albeldense.

Il Chronica Regum Visigotthorum cita Agila I, confermando che fu re per cinque anni, sei mesi e tredici giorni (Agila regnavit annos V menses VI et dies XIII); il Chronicon Albeldense conferma che Agila regnò cinque anni, subì la ribellione di Cordova, dove fu sconfitto perse il figlio e il tesoro del regno e fu ucciso dai suoi.
Ad Agila I succedette Atanagildo, come riporta Isidoro di Siviglia.
Atanagildo, già, nel 554, aveva trasferito la sua corte a Toledo per poter combattere proprio i Bizantini. I Bizantini, infatti, sotto il comando di Liberio, si tennero la parte di Betica che avevano conquistato oltre al territorio, le attuali Andalusia e Murcia, che avevano ottenuto da Atanagildo in cambio dell'aiuto del 554, e si opposero ad Atanagildo, che tentava inutilmente di contenere la loro espansione verso il cuore dalla penisola iberica, recuperando solo alcune zone dell'interno. I Bizantini ebbero l'appoggio della popolazione locale (sembra che consideravano il governo di Giustiniano l'unico governo legale), che era cattolica e che era stata vessata dai visigoti ariani.
Giustiniano, per estendere il dominio, inviò una flotta a Malaga che portò alla conquista di Cartagena e Cordova; Atanagildo reagì portando avanti una politica di pacificazione e di tolleranza con la popolazione di origine ibero-romana di fede cattolica, e portando la guerra nei territori occupati dai Bizantini. La guerra durò circa tredici anni, cioè tutto il tempo del regno di Atanagildo.

In quel periodo le città di Siviglia e di Cordova si ribellarono ad Atanagildo, come riporta Fontaine Jacques nel suo scritto Isidoro de Sevilla: El hermano menor de un gran hermano mayor.
Oltre che contro i Bizantini lottò contro i Franchi in Settimania, i Vasconi nei Pirenei e i Suebi in Lusitania e Galizia. Nonostante che dovette combattere per tutta la durata del suo regno, Atanagildo consolidò il suo potere e accrebbe la prosperità del regno; la fama dello splendore della sua corte e delle sue due figlie Brunechilde e Galsuinda si sparse nei regni vicini, tanto che furono chieste in moglie da due re merovingi, rispettivamente da Sigeberto I re dei Franchi di Austrasia e da Chilperico I re dei Franchi di Neustria, come riporta il Herimanni Augiensis Chronicon; di questi due matrimoni, avvenuti tra il 566 e il 567 si trova un resoconto nella cronaca di Gregorio di Tours e nel Carminum epistularum di Venanzio Fortunato.
Pochi mesi dopo questi avvenimenti, nel dicembre del 567 o nel 568, secondo il vescovo Giovanni di Biclaro nella sua Iohannis Abbatis Biclarensis Chronica, dopo che i suoi quattro predecessori erano stati assassinati dai loro cortigiani, Atanagildo morì nel suo letto, a Toledo, come confermano Isidoro di Siviglia e il Chronicon Albeldense.

Il Chronica Regum Visigotthorum cita Atanagildo, confermando che fu re per quindici anni e sei mesi oppure quattordici anni (Athanagildus regnavit annos XV et menses VI alias XIV); il Chronicon Albeldense conferma che Atanagildo regnò quattordici anni, combatté i Bizantini, e morì di morte naturale a Toledo.
Ad Atanagildo succedette, nella primavera del 568 il fratello Liuva, come riportano la Iohannis Abbatis Biclarensis Chronica e Isidoro di Siviglia.

## Matrimonio e discendenza
Atanagildo aveva sposato Gosvinda (?-589), di cui non si conoscono gli ascendenti, ma secondo alcuni storici, figlia illegittima del re Amalarico, ultimo sovrano della dinastia dei Balti.
Atanagildo da Gosvinda ebbe due figlie:
- Galsuinda (circa 540-568), regina dei Franchi di Neustria, per il matrimonio, del 567, con il re merovingio Chilperico I, che l'anno dopo la fece strangolare;[16][17]
- Brunechilde (circa 543-613), regina dei Franchi di Austrasia, per il matrimonio con il re merovingio Sigeberto I, nel 566.[16][17]

### Fonti primarie
- (LA) Chronica Regum Visigotthorum, España Sagrada Tomo II.
- (LA) Isidori Historia Gothorum, Wandalorum, Sueborum, De origine Gothorum (archiviato dall'url originale il 29 aprile 2024).
- (LA) Anastasii abbatis opera omnia.
- (LA) Monumenta Germaniae Historica, Auctorum antiquissimorum, tomus 4.1, Venanti Fortunati Carminum.
- (LA) Monumenta Germaniae Historica, Auctorum antiquissimorum, tomus 5.1, Jordanis, De origine actibusque Getarum.
- (LA) Monumenta Germaniae Historica, Auctorum antiquissimorum, tomus XI, Iohannis Abbatis Biclarensis Chronica.
- (LA) Monumenta Germaniae Historica, Scriptores (in Folio) (SS), tomus 5, Herimanni Augiensis Chronicon.
- (LA) Historiae ecclesiasticae Francorum libri decem, Sancti Georgii Florentii Gregorii, Episcopi Turonensis.

### Letteratura storiografica
- Rafael Altamira, La Spagna sotto i Visigoti, in Storia del mondo medievale, vol. 1, 1999,  pp. 743–779.
- Christian Pfister, La Gallia sotto i franchi merovingi: vicende storiche, in Storia del mondo medievale, vol. 1, 1999,  pp. 688–711.
- Charles Diehl, Giustiniano. La restaurazione imperiale in occidente, in Storia del mondo medievale, vol. 1, 1999,  pp. 572–596.
- (ES) Jacques Fontaine, Isidoro de Sevilla: El hermano menor de un gran hermano mayor.